# Malthonica tyrrhenica
Malthonica tyrrhenica är en spindelart som först beskrevs av Raymond Comte de Dalmas 1922.  Malthonica tyrrhenica ingår i släktet Malthonica och familjen trattspindlar. Inga underarter finns listade i Catalogue of Life.